# Małyj Kamieniec (obwód kurski)
Małyj Kamieniec (ros. Малый Каменец) – wieś (ros. деревня, trb. dieriewnia) w zachodniej Rosji, w sielsowiecie storożewskim rejonu bolszesołdatskiego w obwodzie kurskim.

## Geografia
Miejscowość położona jest nad rzeką Bielica, 5,5 km od centrum administracyjnego sielsowietu storożewskiego (Storożewoje), 16 km od centrum administracyjnego rejonu (Bolszoje Sołdatskoje), 66,5 km od Kurska.
W granicach miejscowości znajdują się ulice: Abessinija, Wygon, Wyszniaja, Gorniczka, Konczanka, Moskwa, Nowosiołowka, Orłow pierieułok, Ostrowka, Pietinowka, Podkołzinka, Centralnaja, Czajkina, Jurowka.

## Demografia
W 2010 r. miejscowość zamieszkiwało 445 osób.